# عناصر من الجبر
عناصر من الجبر هو كتاب في الرياضيات لمؤلفه عالم الرياضيات ليونهارد أويلر، نشر في البداية حوالي عام 1765. كان هذا الكتاب واحدا من الكتب الأولى اللائي وضعن الجبر في شكله العصري. ولكنه يختلف عن التقريبات المعاصرة بما فيه الكفاية لكي يجعله صعب القراءة من طرف القراء الحاليين. هو الكتاب الوحيد الذي كتبه أويلر، القابل للقراءة من طرف عموم الناس. يبتدأ بنقاش حول طبيعة الأعداد وحول العلامات + و -، قبل أن يتطرق إلى الجبر وإلى متعددات الحدود وكيفية حلحلتهن إلى حدود الدرجة الرابعة بداية بصيغ دقيقة وبعد ذلك بالتقريب. كما يحتوي على نتائج مهمة في التحليل الرياضي. على سبيل المثال، يحتوي على حلحلة أويلر الأصلية لمبرهنة فيرما الأخيرة بالنسبة للحالة الخاصة n = 3.
في عام 1771، نشر جوزيف لاغرانج كتابا عنوانه إضافات إلى عناصر من الجبر لأويلر، احتوى على نتائج مهمة في الرياضيات.

## وصلات خارجية
- عناصر من الجبر,نشر عام 1822, النص الكامل.